# دانيال نيومان (ممثل)
دانيال نيومان (بالإنجليزية: Daniel Newman)‏ هو ممثل وعاض وموسيقي أمريكي ولد بتاريخ 14 يونيو 1981 أتلانتا، جورجيا.

## أعماله
مثل في عدة أفلام ومسلسلات منها أطفال الذرة ونهوظ فارس الظلام والموتي السائرون.

## وصلات خارجية
- دانيال نيومان على موقع IMDb (الإنجليزية)
- دانيال نيومان على موقع قاعدة بيانات الفيلم (الإنجليزية)

صفحته على IMDb